# Kaňovice (Moravia-Slesia)
Kaňovice (in polacco Kaniowice, in tedesco Kaniowitz) è un comune della Repubblica Ceca facente parte del distretto di Frýdek-Místek, nella regione della Moravia-Slesia.